# Vennebos
Vennebos was een Vlaamse televisieserie gemaakt door Studio-A in opdracht van VT4. De serie liep van 20 januari 1997 tot 23 februari 1998. Vennebos was oorspronkelijk geen dagelijkse soap maar werd alleen op maandag en woensdag uitgezonden.
De soap vertelt het verhaal van enkel welgestelde families uit één van de residentiële wijken aan de verre rand van de stad. Hun zonen en dochters, drie jongens en drie meisjes, zitten samen in het zesde moderne talen-wiskunde van een bijzonder degelijke school. Door de kinderen hebben de ouders elkaar leren kennen en groeiden vriendschappen over en weer, wat dan weer invloed heeft op de contacten tussen de jongelui onderling.
Later in de reeks zijn alle kinderen afgestudeerd, waardoor het klaslokaal geen vaste locatie meer was.
Vennebos telt in totaal 115 afleveringen en is daarmee een afgesloten geheel. De soap werd daarna nog meermaals herhaald op VT4, maar sinds de start van VIER heeft de soap nooit meer plaats gekregen in het zendschema. In 2015 werden wel nog enkele fragmenten getoond in het archiefprogramma 't Is gebeurd.

## Inhoud

### Start van de serie
De eerste afleveringen draaien rond de verdwijning van Kathleen Biesemans, de dochter van bouwondernemer Louis Beton en Christelle Biesemans. Later in het seizoen wordt ook Kim Vissers, de dochter van Chantal Van Eyck, ontvoerd door Gino "éénoog" Peelman. Gino heeft daarvoor maar één motief: wraak nemen op Benny "Ben" Magaers. De zaak wordt onderzocht door politieagent Pieter Van Mol, die algauw ontdekt dat Gino ook banden heeft met afvalmagnaat Clement Lindekens. Vastberaden om Lindekens achter tralies te zetten, besluit commissaris Van Mol de ontvoering van Kim niet als prioritair te aanschouwen en pas in actie te komen wanneer hij voldoende bewijs tegen Lindekens heeft. De toestand van Kim gaat echter heel snel achteruit, waardoor de leerlingen van Vennebos besluiten om zelf in actie te komen.

### Seizoen 2
Kim wordt tijdig gered uit het fort door de leerlingen van 6MWB, samen met de hulp van Filip Sterckx, die zijn rol als geheimagent duidelijk maakt aan Chantal. Ben vecht ondertussen met Gino op het dak van het fort, maar door een dom ongeval valt Gino van de rand en hij overleeft de klap niet. Alles lijkt goed af te lopen tot Filip op de weg naar huis betrokken geraakt in een auto-ongeval en ter plaatse sterft. Terwijl Kim herstelt en Koenraad "Koen", Sandra, Marco, Ben en Kathleen als helden worden aanzien, probeert iedereen in Vennebos weer het gewone leven op te nemen. Commissaris Van Mol wordt overgeplaatst nu Lindekens achter de tralies zit. Renaat en Gerda besluiten om een nieuwe start te nemen in hun leven en vertrekken op een lange wereldreis. Sandra begint te werken in de nieuwe Natuurwinkel van Inge De Smet. Alleen Ben en Marco kunnen het verleden moeilijk laten rusten, omdat ze weigeren te geloven dat Filips dood een ongeval was. Met de hulp van een alerte buurman (een rol van Vic Ribbens) komen ze te weten dat het auto-ongeval vooraf werd gegaan door roekeloos rijgedrag van een tegenligger: een vrachtwagen van Betenco.
Louis ontdekt op hetzelfde moment dat één van zijn vrachtwagens gestolen is en hij geeft dit aan bij de politie. Louis is ervan overtuigd dat afvalmagnaat Clement Lindekens hier voor iets tussenzit, maar vreest dat de politie geen actie zal ondernemen. Net op dat moment doet de nieuwe excentrieke politiecommissaris Alex Van De Wiele zijn intrede. Ondanks alles is deze kost wat kost van plan om eindelijk de wanpraktijken van Clement Lindekens stop te zetten.
Godelieve is haar job als conciërge op school beu en ze besluit om een café over te nemen. Ben kan fulltime bij Gilbert beginnen werken en hij gaat daar ook wonen.

## Rolverdeling[bron?]
| Acteur                    | Personage                            | Opmerkingen                                             |
| ------------------------- | ------------------------------------ | ------------------------------------------------------- |
| Katia Alens               | Christelle Biesemans                 |                                                         |
| Caroline Maes             | Kathleen Biesemans                   |                                                         |
| Dirk Dillen               | Louis "Beton" Biesemans              |                                                         |
| Claire De Coster          | Chantal Van Eyck                     |                                                         |
| Inge Rau                  | Liesbeth Delafourie                  |                                                         |
| Suyin Aerts               | Kim Vissers                          |                                                         |
| Piet Balfoort             | Renaat "De Rat" Vandevelde           |                                                         |
| Cris Deleu                | Gerda Verhoeven - Vandevelde         |                                                         |
| Bob Selderslaghs          | Koenraad "Koen" Vandevelde           |                                                         |
| Joeri Hancké              | Brecht Vandevelde                    |                                                         |
| Tine Van Poucke           | Godelieve Brackeniers                |                                                         |
| Peter Schoenaerts         | Jeroen De Voghelaere                 |                                                         |
| Joris Van Dael            | Gert "Pilot" De Vliegher             |                                                         |
| Didier Verleyen           | Marco Van Loon                       |                                                         |
| Jacques van Avermaet      | Fernand Van Loon                     |                                                         |
| Mieke Laureys             | Sandra Coppieters                    |                                                         |
| Erik Goris                | Frans Vermeir                        |                                                         |
| Griet De Wolf             | Greet Simoens                        |                                                         |
| Walter Callebaut          | Rik De Troetsel                      |                                                         |
| Andy Malfet               | Benny "Ben" Magaers                  |                                                         |
| Luk De Koninck Luc De Wit | Clement Lindekens                    |                                                         |
| Barbara Bracke            | Katrien Coppieters                   |                                                         |
| Robrecht De Roock         | Gino "eenoog" Peelman Werner Peelman | tweelingbroer Werner doet zijn intrede in aflevering 70 |
| Daniel Vidovsky           | Ronny                                |                                                         |
| Frank Bervoets            | Filip Sterckx                        |                                                         |
| Stijn Verlinden           | Rudy                                 |                                                         |
| Robin David               | commissaris Alex Van De Wiele        | intrede: aflevering 69                                  |
| Annelies De Wolf          | Inge De Smet                         | intrede: aflevering 69                                  |
| Maurice Wouters           | Privédetective                       | intrede: aflevering 70                                  |
| Davy Gilles               | Stef Moerman                         | intrede: aflevering 77                                  |

## Trivia
- Tot en met aflevering 68 werd het personage Clement Lindekens vertolkt door Luc De Wit, hierna werd de rol overgenomen door Luk De Koninck.
- Davy Gilles maakte in Vennebos zijn tv-debuut. Zijn eerste verschijning is in aflevering 77.[2]
- De edelfigurantenrol van 'George' werd vertolkt door Claudio Musardo.
- Studio A (toen nog studio's Amusement) was op hetzelfde moment ook producer van de vtm-reeks Familie. Hierdoor waren er enkele parallellen tussen beide reeksen: het oude Familie-decor van 'Het Vissershuis' werd herbruikt om het café in Vennebos op te bouwen.[3]